# Équipe d'Égypte féminine de football
Cet article traite de l'équipe féminine. Pour l'équipe masculine, voir Équipe d'Égypte de football.
L'équipe d'Égypte féminine de football est l'équipe nationale qui représente l'Égypte dans les compétitions internationales de football féminin. Elle est gérée par la Fédération d'Égypte de football.
L'Égypte joue son premier match officiel le 29 mars 1998 en Égypte contre l'Ouganda (match nul 1-1) dans le cadre des qualifications pour le Championnat d'Afrique de football féminin 1998. Les Égyptiennes se qualifient pour la phase finale mais s’arrêtent à la phase de groupes. Leur deuxième apparition dans cette compétition se conclut aussi par une élimination en phase de groupes, en 2016. La sélection n'a jamais participé à une phase finale de Coupe du monde ou des Jeux olympiques.